# На войне как на войне (фильм)
«На войне́ как на войне́» — советский чёрно-белый полнометражный художественный фильм, поставленный на киностудии «Ленфильм» в 1968 году режиссёром Виктором Трегубовичем по одноимённой повести Виктора Курочкина.

## Сюжет
Посвящение во вступительной заставке:

Павшим и живым воинам 3й гвардейской танковой армии маршала Рыбалко
Фильм повествует о боевых буднях экипажа самоходки в период освобождения Правобережной Украины.
Младший лейтенант Малешкин, необстрелянный выпускник училища, командует экипажем самоходки СУ-100 (по книге — СУ-85). Все подчинённые Малешкина старше его по возрасту и намного опытнее, и отношения в экипаже определяются далеко не старшинством по званию. Авторитет молодого командира на каждом шагу подвергается испытаниям, он то ссорится, то мирится со своим экипажем. Кроме того, Малешкиным очень недоволен командир батареи, он то и дело грозится снять нерасторопного молодого офицера с командования. В экипаже Малешкина и впрямь постоянно случаются разные неприятности: то механик-водитель попадётся на глаза командиру в неопрятном, чумазом виде, то в машине обнаружится боевая граната с выпавшей чекой, то случится поломка как раз в момент выхода полка на марш.
Однако в первом же бою экипаж Малешкина вместе с десантником Громыхало неожиданно оказывается на острие атаки, а потом, в неразберихе боя, и в тылу у немцев. Экипаж самоходки, который по уставу должен идти за танками, героически вступает в схватку с превосходящими силами противника и обеспечивает победу в бою. В схватке погибает наводчик Михаил Домешек.

## В фильме снимались
- Михаил Кононов — гвардии младший лейтенант Александр Малешкин, командир САУ
- Олег Борисов — гвардии сержант Михаил Домешек, наводчик
- Виктор Павлов — гвардии старшина Григорий Щербак, механик-водитель
- Фёдор Одиноков — гвардии ефрейтор Осип Бянкин, заряжающий
- Пётр Горин — Сергачёв, гвардии капитан, командир батареи САУ
- Борис Табаровский — гвардии лейтенант Беззубцев, новый комбат
- Михаил Глузский — гвардии полковник Дей, командир танкового полка
- Пётр Любешкин — замполит, гвардии подполковник Тимофей Васильевич (озвучивает Павел Кашлаков)
- Валентин Зубков — гвардии полковник Басов, командир самоходно-артиллерийского полка
- Борис Аракелов — гвардии младший лейтенант Чегиничка
- Герман Колушкин — Павел Теленков, гвардии лейтенант, командир САУ
- Юрий Дубровин — рядовой Громыхало из деревни Подмышки
- Ирина Замотина — хозяйка дома Антонина Васильевна
- Борис Сичкин — старший лейтенант Селиванов, командир «трофейщиков».

## Съёмочная группа
- Авторы сценария — Виктор Курочкин, Виктор Трегубович
- Режиссёр-постановщик — Виктор Трегубович
- Главный оператор — Евгений Мезенцев
- Главный художник — Семён Малкин
- Композитор — Георгий Портнов
- Текст песни — Вольта Суслова
- Звукооператор — Ирина Черняховская
- Режиссёр — Борис Довлатов
- Оператор — Константин Соболь
- Редактор — Светлана Пономаренко

- Оркестр под управлением — Анатолия Бадхена
- Военные консультанты — генерал-майор Н. Нильга, гвардии полковник В. Трофименко
- Директор картины — Владимир Беспрозванный

## Музыка
Самоходку танк любил —

В лес гулять её водил.

От такого ро́мана

Вся роща переломана.
- В фильме звучит песня Георгия Портнова на слова Вольта Суслова «Увела солдат война» в исполнении Виля Давидовича Окуня с ансамблем «Дружба»[1].
- После премьеры кинофильма стала популярна песня «По полю танки грохотали»[2] (поёт экипаж Малешкина на отдыхе в крестьянской хате). Песня (в разных вариантах) действительно была популярна в годы войны в частях 3-й гвардейской танковой армии.
- В эпизоде встречи самоходного и танкового подразделений звучит модернизированный вариант блатной песни «Гоп со смыком».

## Съёмки
Фильм снимали недалеко от советско-чехословацкой границы, отдельные эпизоды (в частности, фрагмент с песней «Гоп со смыком») — у Хотинской крепости. В съёмках принимали участие войска Прикарпатского военного округа.
Как вспоминает оператор Евгений Мезенцев, в одну из ночей под окнами гостиницы, где разместилась съёмочная группа, долго грохотали танки. А наутро все узнали о вводе советских войск в Чехословакию. При этом радиостанция Би-би-си сообщила о том, что под видом съёмок фильма «На войне как на войне» СССР сосредоточил на границе с Чехословакией крупные танковые соединения.